# Bekasik
Bekasik, bekas mały (Lymnocryptes minimus) – gatunek małego ptaka wędrownego z rodziny bekasowatych (Scolopacidae). Jedyny przedstawiciel rodzaju Lymnocryptes. Nie wyróżnia się podgatunków.

## Zasięg występowania
Zamieszkuje pas od północno-wschodniej części Półwyspu Skandynawskiego po wschodnią Syberię. Izolowane populacje w południowej Szwecji, północno-wschodniej Polsce, w północnej Białorusi i krajach bałtyckich. Zimuje od Wysp Brytyjskich poprzez zachodnią Europę po basen Morza Śródziemnego (w tym Afrykę Północną), oraz w Afryce Subsaharyjskiej i w pasie od Azji Mniejszej przez Lewant, Kaukaz, Irak, Iran, Afganistan po Indie, południowe Chiny i Indochiny.
W Polsce przestał się gnieździć w XIX wieku. W 1977 roku odnaleziono dwa gniazda na Bagnie Ławki w Kotlinie Biebrzańskiej, jednak od tej pory brak potwierdzonych przypadków gniazdowania, choć sporadycznie obserwuje się tokujące ptaki na Bagnach Biebrzańskich, pojedyncze przypadki toków odnotowano także w innych rejonach kraju. Te obserwacje świadczą o tym, że w niektórych latach może dochodzić do gniazdowania bekasika na terenie kraju. Nielicznie widywany na przelotach: w marcu–maju i wrześniu–listopadzie. Liczebność populacji zimującej w Polsce w latach 2013–2018 oceniano na 500–1000 osobników.

## Morfologia
WyglądPtak o krępej, przysadzistej sylwetce z małą głową. Brak dymorfizmu, zarówno wiekowego, jak i płciowego. Wierzch głowy czarny z płowożółtymi cętkami, boki głowy jasne, nad okiem żółtawa brew. Grzbiet czarny również z płowymi cętkami o metalicznym połysku. W bocznej części grzbietu podwójna beżowa smuga. Przód szyi i górna część piersi rdzawobrązowe, dół piersi i brzuch białe. Na spodzie ciała podłużne ciemne plamy. Dziób żółty z ciemnym końcem. W locie ukazuje biały brzuch od spodu i czarno-biały rysunek na skrzydle od spodu. Wtedy z wierzchu można zaobserwować rzucające się w oczy białe pasy na grzbiecie.
Wymiary średniedługość ciała 18–20 cm, długość dzioba 4 cm, długość ogona 4,5–5,5 cm
rozpiętość skrzydeł 33–36 cm
masa ciała 30–105 g (przeważnie 35–73 g)

## Ekologia i zachowanie

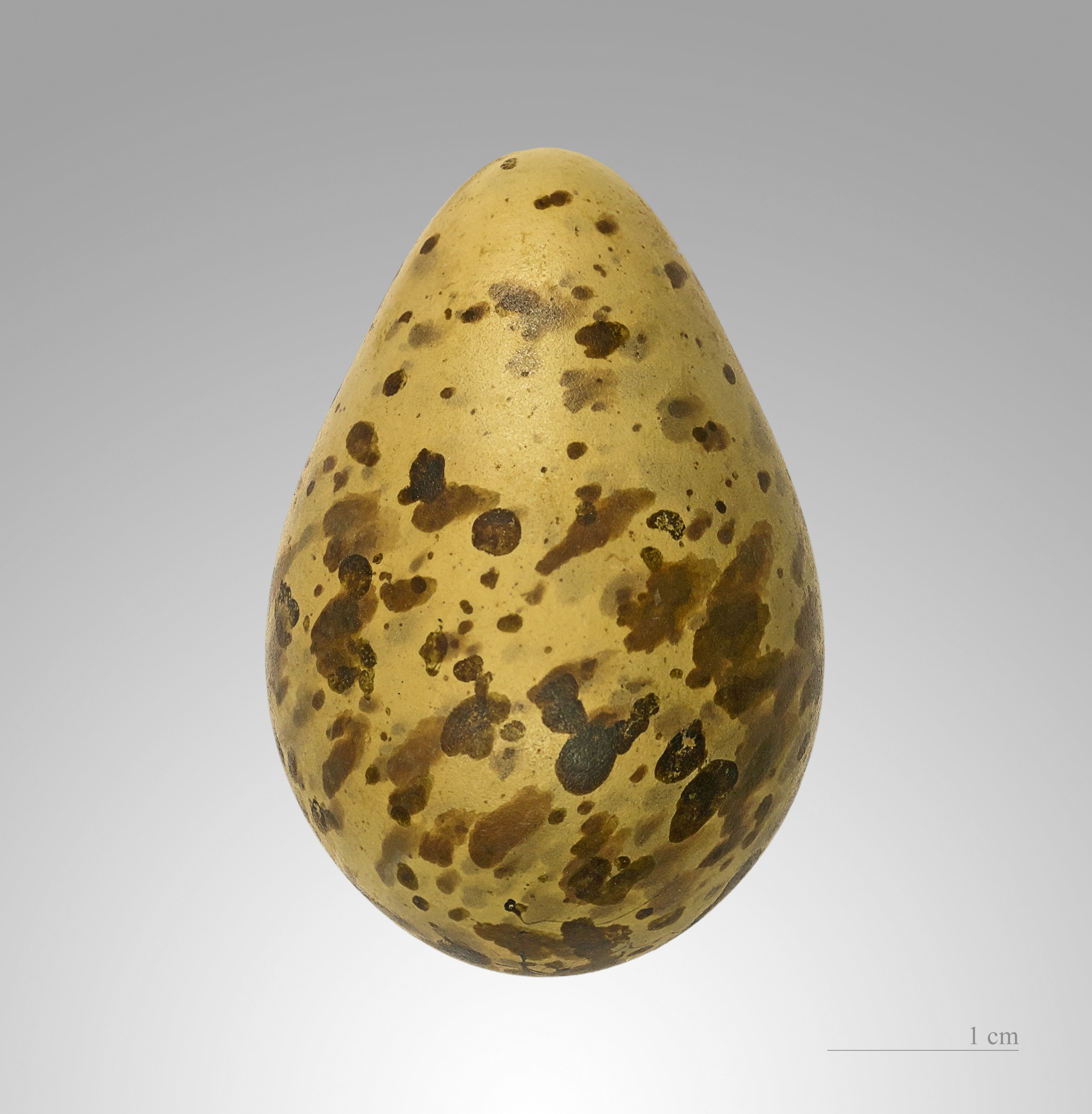
Jajo

BiotopBagna, podmokłe torfowiska, brzegi wód i podmokłe łąki w pasie tajgi i tundry.
Tryb życiaPtak skryty i trudny do obserwacji, ale niepłochliwy – polegając na swym maskującym ubarwieniu, pozwala zbliżyć się na niewielką odległość, jednak zachowuje dużą ostrożność. Najczęściej obserwowany, jak zrywa się spod nóg. Prowadzi samotniczy tryb życia. Podczas żerowania charakterystycznie podryguje tułowiem.
GniazdoNa ziemi, w krzewie, niskiej roślinności, w okolicy wody. Wyścielone jest liśćmi i trawą.
JajaW ciągu roku wyprowadza jeden lub dwa lęgi, składając w maju–wrześniu 4 (niezwykle rzadko 3) jaja.
Wysiadywanie, opieka nad pisklętamiJaja wysiadywane są przez okres 21–24 dni, po czym wykluwają się pisklęta. Karmione są owadami. Opuszczają gniazdo po około 3 tygodniach od wyklucia się.
PożywienieBezkręgowce (owady, mięczaki, pierścienice) oraz nasiona roślin.

## Status i ochrona
Międzynarodowa Unia Ochrony Przyrody (IUCN) uznaje bekasika za gatunek najmniejszej troski (LC, Least Concern) nieprzerwanie od 1988 roku. Liczebność światowej populacji, według szacunków organizacji Wetlands International z 2015 roku, przekracza milion osobników. Trend liczebności populacji uznawany jest za stabilny.
W Polsce objęty ścisłą ochroną gatunkową. Na Czerwonej liście ptaków Polski uznany za gatunek wymarły regionalnie (dotyczy populacji lęgowej).
Zagrożeniem dla bekasika jest głównie osuszanie terenów podmokłych i ich zarastanie. W niektórych krajach, zwłaszcza w Europie Zachodniej (np. we Francji), jest to ptak łowny.